# Hannes Haslecker

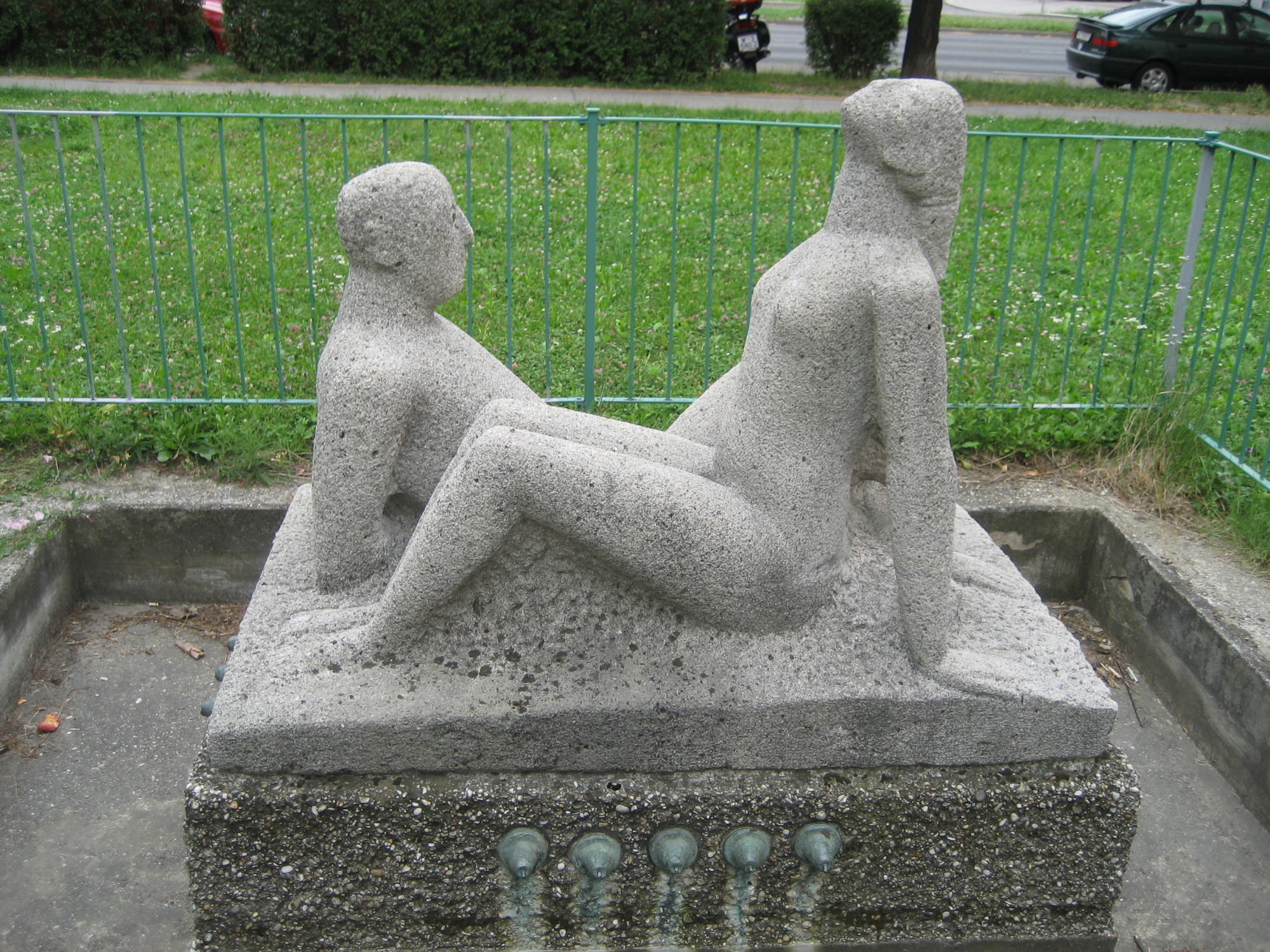
Figur Ruhendes Paar, Wien, Adalbert Stifter Straße, 1955/57

Hannes Haslecker (* 18. April 1921 in Linz; † 18. Juni 2012) war ein österreichischer Bildhauer.

## Leben und Wirken
Haslecker studierte von 1936 bis 1940 an der Bundesfachschule für Holzbildhauerei in Hallstatt bei Rudolf Scherrer und von 1949 bis 1956 an der Akademie der bildenden Künste Wien bei Fritz Wotruba.
Er war Mitglied der Künstlergruppe MAERZ und von 1954 bis 1962 der Wiener Secession. Er initiierte und leitete ab 1970 das Symposion Mauthausen mit Beteiligung internationaler Künstler.
Er lebte und arbeitete viele Jahre als freischaffender Künstler in Lachstadt bei Steyregg und Altmünster, wo er auch seinen Lebensabend verbrachte.
Seine Werke umfassten Bildwerke für Kirchen, Wohnhausanlagen, Gärten und Brunnen. Dabei setzte er sich mit verschiedensten Werkstoffen auseinander. Während seine Plastiken anfangs an frühgriechische Bronzen erinnerten, kam er schließlich zur völligen Abstraktion.

## Werke (Auswahl)

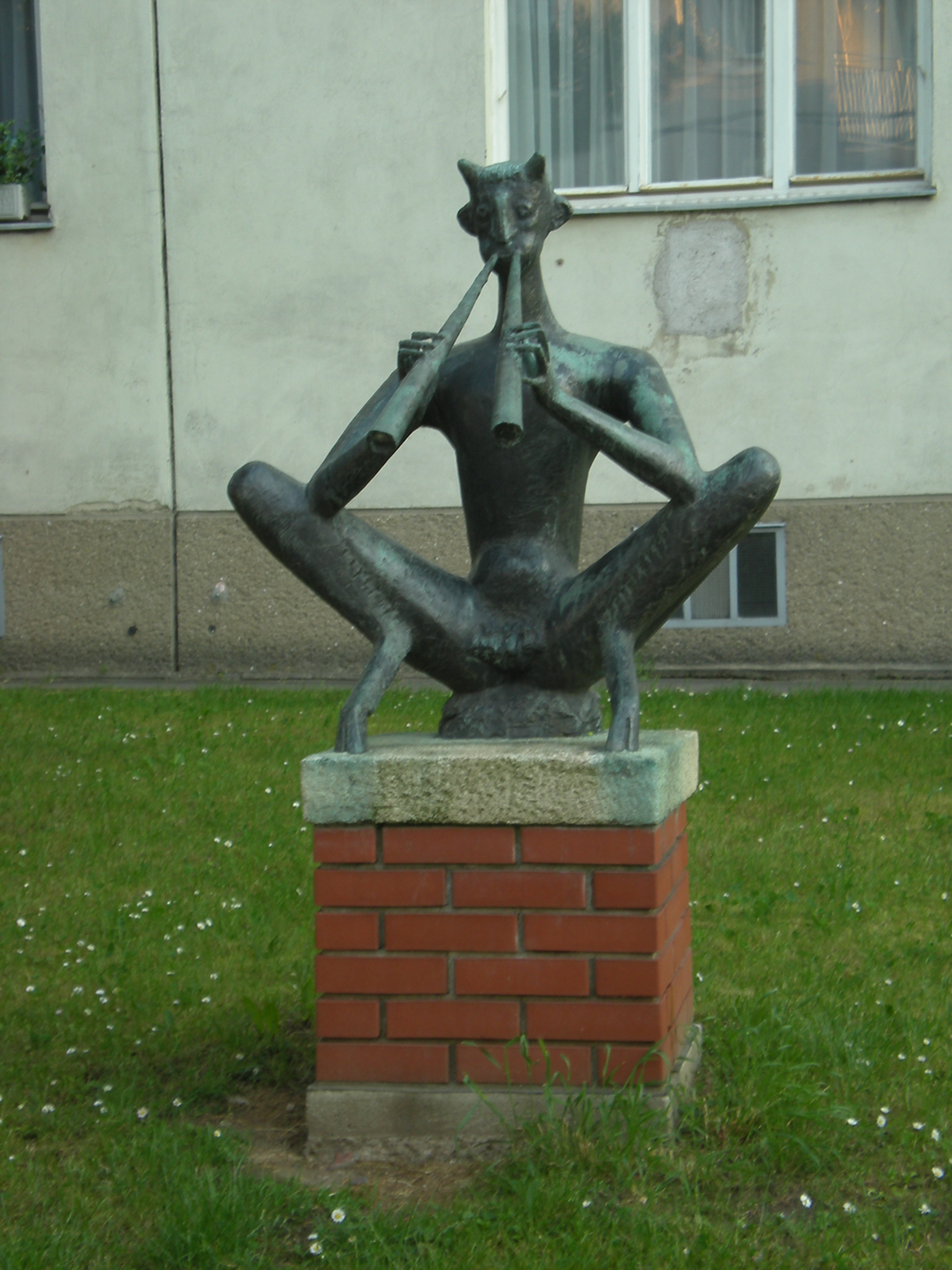
Bronzeplastik Musizierender Faun, Wien, Meißauergasse 2 (1958/62)

Zahlreiche von Haslecker geschaffener Kunstwerke insbesondere in Linz sind öffentlich zugänglich:
- Kupfer-Kruzifixe und Altäre in der Bindermichlkirche in Linz-Waldegg (1955)
- Eisbär im Parkbad (Linz) (1955)[5]
- Brunnenplastik, Figur: Ruhendes Paar, Wien, Adalbert Stifter Straße (1955/57)

- Brunnenplastik: Seelöwenbrunnen, vor der Zeppelinschule in Kleinmünchen (1964)[6]
- Altarkreuz im Diakonissenkrankenhaus (1967)
- Steinblock aus Mauthausner Granit mit reliefartiger Darstellung von Kriegszerstörung und des Wiederaufbaus, Julius-Raab-Denkmal am Hessenplatz (1967)

- Steinplastik: Sitzender Bär, Harbach-Siedlung, Linz

- Raiffeisendenkmal: Aus Steinobelisk herausragender Metall-Würfel mit Raiffeisenzeichen, Metallsockel
- Spielplatz 1000füßler im Haidgattern (1968)
- Plastik Allgemeine Sparkasse (1982)
- Orgelprospekt in der Stadtpfarrkirche Perg (1983)
- Volksschule Reiterndorf, Plastik im Eingangsbereich

## Ausstellungen
- Galerie Schottenring, Erste Österreichische Spar-Casse, Wien 1974.
- 6 Künstler aus Linz, Ausstellung im Kunstamt Berlin-Charlottenburg, 1974.
- Plastiken: Ausstellung Neue Galerie der Stadt Linz, Wolfgang-Gurlitt-Museum, April/Mai 1977
- Galerie Eder, Linz, gemeinsam mit Elfriede Trautner (1984)
- Skulptur in Oberösterreich 1880 bis 1990 -Landesgalerie am Oberösterreichischen Landesmuseum, Linz (1996)
- Ein gemeinsamer Ort, Skulpturen, Plastiken, Objekte im Lentos Kunstmuseum Linz, Linz (2006)

## Auszeichnungen
- Kulturpreis des Landes Oberösterreich (1977)
- Förderpreis des Bundesministeriums für Unterricht und Kunst
- Verleihung des Berufs- und Ehrentitels Professor